# Ho (Familienname)
Ho bzw. Hồ ist ein chinesischer bzw. vietnamesischer Familienname.

## Namensträger
- Ho Bong-chol (* 1959), nordkoreanischer Gewichtheber
- Ho Chi-Fong (* 1994), Fußballspieler für Macau
- Ho Chi-Hou (* 1994), Fußballtorhüter für Macau
- Hồ Chí Minh (1890–1969), vietnamesischer Revolutionär und Staatsmann
- Ho Chin-ping (* 1983), taiwanischer Langstrecken- und Hindernisläufer
- Ho Ching (* 1953), Managerin aus Singapur
- Ho Dam (1929–1991), nordkoreanischer Politiker
- Ho Fan (1931–2016), chinesischer Fotograf, Filmregisseur und Schauspieler
- Ho Feng Shan (1901–1997), chinesischer Diplomat
- Ho Hsin-chun (* 1973), taiwanische Politikerin
- Ho Iat-seng (* 1957), chinesisch-macauischer Chefadministrator von Macau
- Ho Jin, chinesischer Tennisspieler
- Ho Jong-suk (1902–1991), koreanische Politikerin und Schriftstellerin
- Hŏ Ka-i (1908–1953), nordkoreanischer Politiker
- Ho Kan (* 1932), chinesischer Konzeptkünstler
- Ho King Chi King (* 1982), hongkong-chinesischer Eishockeyspieler
- Ho Kuen Yiep (* 1971), singapurischer Tennisspieler
- Ho Kwan Kit (* 1997),  Tischtennisspieler aus Hongkong
- Ho Lien Siew (1932–2021), singapurischer Basketballspieler
- Ho Man Fai (* 1993), Fußballtorhüter für Macau
- Ho Man Hou (* 1988), Fußballspieler für Macau
- Hồ Minh Thu (* 1929), vietnamesischer Sportschütze
- Hồ Ngọc Hà (* 1984), vietnamesische Sängerin
- Ho Ping-jui (* 1998), taiwanischer Skirennläufer
- Ho Sun-hui (* 1980), nordkoreanische Fußballspielerin
- Hồ Tấn Tài (* 1997), vietnamesischer Fußballspieler
- Ho Un-byol (* 1992), nordkoreanische Fußballspielerin
- George Ho Wai-Chun, hongkong-chinesischer Insektenkundler
- Ho Wai Sing (* 1984), Fußballschiedsrichter aus Hongkong
- Hồ Xuân Hương (1772–1822), vietnamesische Dichterin
- Ho Yen Chye (1966–2021), singapurischer Judoka

- A. Kitman Ho, US-amerikanischer Filmemacher
- Alessandra Ho (* 2000), australische Synchronschwimmerin
- Chad Ho (* 1990), südafrikanischer Schwimmer
- David Ho (* 1952), US-amerikanischer Aidsforscher
- Denise Ho (* 1977), Sängerin und Aktivistin aus Hongkong
- Derek Ho (1964–2020), US-amerikanischer Surfer
- Domingo Hồ Ngọc Cẩn (1876–1948), vietnamesischer römisch-katholischer Bischof
- Donald Tai Loy Ho (1930–2007), hawaiischer Musiker, Sänger und Entertainer
- Edmund Ho (* 1955), chinesischer Politiker
- Elizabeth Ho (* 1983), US-amerikanische Schauspielerin
- Fred Ho (1957–2014), US-amerikanischer Jazzsaxophonist, Bandleader und Schriftsteller
- Godfrey Ho (* 1948), hongkong-chinesischer Filmregisseur
- Jason Ho-Shue (* 1998), kanadischer Badmintonspieler
- Jessica Ho (* 1997), US-amerikanische Tennisspielerin
- Josephine Ho (* 1951), taiwanische feministische Sexualwissenschaftlerin und Hochschullehrerin
- Josh Ho-Sang (* 1996), kanadischer Eishockeyspieler
- Josie Ho (* 1974), chinesisch-kanadische Schauspielerin und Sängerin
- Junius Ho (* 1962), chinesischer Politiker
- Kai-Ming Ho, chinesisch-US-amerikanischer Physiker
- Laurent Hô (* 1968), französischer Musiker und DJ
- Le-Thanh Ho (* 1987), deutsche Musikerin und Schauspielerin
- Lilian Gonçalves-Ho Kang You (* 1946), surinamesisch-niederländische Juristin und Menschenrechtlerin
- Mae-Wan Ho (1941–2016), hongkong-chinesische Biologin und Aktivistin
- Maria Ho (* 1983), amerikanisch-taiwanische Pokerspielerin
- Martin Ho (* 1986), österreichischer Unternehmer
- Michael Ho (Rennfahrer) (* 1968), macauischer Autorennfahrer
- Michael Ho, bekannt als DJ Beware (* 1978), chinesischer Musiker und DJ
- Nancy Ho (* 1936), chinesisch-amerikanische Molekularbiologin und Hochschullehrerin
- Oliver Ho, britischer DJ und Produzent
- Oscar Ho (* 1956), chinesischer Kurator, Museumsleiter und Hochschullehrer
- Pansy Ho (* 1962), Hongkong-kanadische Unternehmerin
- Ray Ho (* 2000), taiwanischer Tennisspieler
- Sara Jane Ho (* 1985), chinesische Unternehmerin
- Sarah Ho (* 1978), australische Fußballschiedsrichterassistentin
- Simon Ho (* 1963), Schweizer Pianist und Komponist
- Siu Lun Ho (* 1980), hongkong-chinesischer Radrennfahrer
- Stanley Ho (1921–2020), chinesischer Unternehmer
- Tao Ho (1936–2019), chinesischer Architekt und Designer
- Tiffany Ho (* 1998), australische Badmintonspielerin
- Tin-Lun Ho, US-amerikanischer Physiker
- Tin-Tin Ho (* 1998), englische Tischtennisspielerin
- Tomato Ho (* 1995), chinesische Squashspieler (Hongkong)
- Tommy Ho (* 1973), US-amerikanischer Tennisspieler
- Xander Ann Heng Ho (* 2000), singapurischer Sprinter